# 임술농민봉기
임술농민봉기(壬戌農民蜂起) 혹은 임술민란(壬戌民亂)은 1862년, 조선 각지에서 동시다발적으로 일어난 농민 봉기이다. 당시 조선은 임진왜란 이후 심화된 체제모순이 해결되지 않은 채 수백 년이 흐른 상태였고, 이 과정에서 세금 제도의 문란 및 지배 계층의 횡포가 자행되었다. 피지배 농민 계층의 생활고는 가중되었고, 불만은 누적되었다.
1862년 3월 4일(음력 2월 4일)의 단성민란을 시작으로, 3월 14일(음력 2월 14일)의 진주민란으로 폭발한 농민들의 분노는 3개월 이상 삼남(경상도·전라도·충청도)과 중부·북부 지방 일부(광주·함흥 등)를 휩쓸었다. 폭도화된 농민들은 관아를 습격해 동헌을 파괴하고, 수령을 능욕했다. 세금 횡령 및 전가를 일삼은 아전과 토호들을 죽이고 그들의 집을 불태웠다. 당황한 안동 김씨 정권은 삼정이정청을 설립하여 삼정의 문란 개선책을 논의하고, 민란이 일어난 지역에 안핵사와 위무사를 파견하여 농민들을 다독이는 한편 주동자들을 처형했다.
1862년 말이 되자 전국 각지의 민란은 거의 소강 상태에 접어들었으며, 농민들도 자체적으로 해산하였다. 임술민란은 피지배 계층의 분노를 폭발시킨 일대 사건이었지만, 그 실체는 소규모 봉기가 각 지역에서 독립적으로 일어난 것이었다. 그랬기 때문에 조직력이 부족했고, 시대적 한계로 농민들의 계급의식이 부족하여 자신들의 요구를 보장받지 못했다. 임술민란은 조선 양반 체제가 한계에 직면했다는 증거였으며, 이후 동학농민운동과 같은 대대적 농민항쟁으로 계승되었다.

## 배경
조선왕조는 조선 후기 이래 농사기술의 발달에 따른 생산량의 증가 및 상공업의 발달로 변화를 맞이하고 있었다. 양반 지주층이나 부농들은 농지를 대량 확보하여 부를 축적했지만, 가난한 농민들은 소작농이나 삯노동자로 전락하여 빈익빈 부익부가 심화되었다. 그리고 경제환경의 변화와 신분질서의 문란으로 기존의 양반 체제도 서서히 붕괴되고 있었다.
농업을 위주로 한 자연경제를 재정적 기초로 삼은 조선은 국고 수입에서 많은 부분을 농민에게 의존했다. 따라서 재정적 수요가 증가함에 따라 농민의 부담은 과중해지고 특히 조선 말기 삼정의 문란과 지배층의 가혹한 착취, 세도정치에 따른 정치적 모순, 문호 개방 이후 급속히 증가된 지출비 등은 농민에게 2중·3중의 부담을 겹치게 하였으며 무엇보다도 조세를 징수하러 오는 아전들의 행패는 막심하였다. 이 결과 초가 4칸을 가지고 있는 자도 1년 세납이 1백여 금(金)에 달하였고, 토지 5·6마지기를 가지고 있는 자가 4섬 이상의 조세를 바치는 실정이었다. 그러므로 농민들 속에 자라나는 관리계급에 대한 불평은 농민의 봉기를 일으키게 하고야 말았다. 이러한 사정은 조정에서도 논의되어 1861년(철종 12) 왕은 지방 관리의 행패를 엄중히 처단하도록 명령하였으나, 당시의 영의정 정원용(鄭元容)의 반대로 실현하지 못하였다.
1862년(임술년)에 조선의 절반을 휩쓴 동시다발적 민란은 조선 후기 사회경제적 변화 와중에 몰락 양반들을 주축으로 한 농촌 지식인과 억압받은 농민층이 연합하여, 그동안 누적된 봉건적 수탈과 부패한 관료들에게 저항한 사건이다. 당시 빈농의 몰락에는 지주의 과다한 소작료뿐 아니라 각종 세금도 큰 원인을 차지했고, 세금의 징수 과정에는 부패한 관료와 아전들의 농간이 횡행했다.
당시 세금 제도는 토지세에 해당하는 전세를 납부하는 전정, 국방세에 해당하는 군포를 납부하는 군정, 환곡의 이자를 거두는 환정의 삼정(三政)이었다. 임술민란이 일어난 조선 철종 때는 온갖 부정부패가 만연하여 이 셋 중 정상적으로 되는 것이 없었다. 관리들은 온갖 편법을 동원해 백성들을 착취했고, 이에 따라 백성들의 부담은 과중되었지만 국가재정은 고갈되었다. 그 차액은 양반 관료들이나 아전들이 착복했다. 당시 정권은 이 체제모순을 해결할 능력이 없었다. 국왕 철종은 무능했고, 안동 김씨 세도정권은 국가통치의 원칙을 무시했다. 말단 관원들은 뇌물을 통해 벼슬을 구했고, 그 본전을 뽑아내고 뇌물을 더 바치기 위해 실제 세금 이상으로 백성을 쥐어짰다.
전정은 원래 공평한 부과 및 징수를 위해 20년마다 토지조사에 해당하는 양전을 실시하도록 법으로 정해졌으나, 이 때는 양전이 오랫동안 실시되지 않았다. 때문에 토지의 생산성이 제대로 파악되지 않았고, 세금이 불공평하게 부과되었다. 애초에 조세대상에서 빠져버린 세금포탈지 은결도 광범위하게 퍼져 있었다. 모리배들이 원래 세금을 걷지 않는 은결에서 세금을 거둔 뒤, 그것을 국고로 보내지 않고 착복한 것이다. 양반과 지주들은 아전들을 협박하여 자신들이 내야 할 토지세를 평민들에게 미루었다. 또한 각종 잡세를 토지세에 얹어서 부과하는 도결이 성행했다.
군정은 조선 영조 때 균역법이 시행되어 병역 의무가 있는 16세 이상 60세 이상 남성 앞에 군포 1필이 부과되는 것으로 세금이 완화되었으나, 미봉책에 불과했다. 병역 대상자가 제대로 파악되지 않았고, 결국 고을마다 내야 할 군포가 할당제로 지정되었다. 양반들은 이런저런 이유로 병역을 기피했고, 결국 국방세는 평민 계층에게만 몰아서 부과되었다. 평민들 역시 향교나 서원에 숨어들거나 양반을 사칭하여 병역을 기피했다. 이렇게 병역을 기피하는 사람이 생기면, 그 부담은 남아 있는 사람들에게 부과되었다. 이미 죽은 사람 앞에 세금을 매기는 백골징포, 비전투원인 어린이에게 세금을 매기는 황구첨정 등이 자행되었다. 또한 군포 대신 돈을 내는 전납이 확대되었는데, 실제 군포값보다 고가를 납부하게 하고 그 차액을 횡령했다. 군정에서 구멍이 발생하면 그것을 전정에 부가하여 징수했는데, 이것을 결렴이라고 한다. 결렴으로 인해 군정의 폐단은 곧 전정의 폐단으로 이어졌다.
삼정 중에서 가장 폐해가 심각한 것은 환정이었다. 원래 흉년에 구휼미로 사용되던 환곡은 조선 후기에 들어서면 이자를 받아 지방 재정과 수령 경비, 기금 조성 등에 사용되었다. 그래서 농민이 원하지 않아도 억지로 환곡을 배급하고 이자를 붙여 갚게 했다. 환곡 규모는 턱없이 늘어나고, 온갖 부정부패가 일어났다. 환곡의 폐단은 한두가지가 아니었다. 환곡을 거두고 나눌 때 폐단이 발생했고, 환곡을 돈과 곡식으로 바꿀 때 폐단이 발생했고, 묵은 곡식을 새 곡식으로 바꿀 때 폐단이 발생했고, 아전이 환곡을 횡령하고 장부상에 허위기재하여 폐단이 발생했고, 채무자가 죽거나 도망쳤을 때 친척과 이웃에게 전가하여 폐단이 발생했다. 횡령 규모는 시간이 갈 수록 커져서, 임술민란이 일어난 19세기에 이르면 수천 ~ 수만 석에 이르렀다. 횡령이 빈발하자 정작 흉년이 일었을 때 환곡이 부족한 일이 생겼다. 이렇게 결손된 것을 포흠이라고 했다. 포흠을 메꾸기 위해 농민들을 수탈하고 곡식에 돌과 짚 등 불순물을 섞었다. 또한 환곡을 빌려주지도 않고 이자만 거두는 백징도 발생했다. 그런데 빌리지도 않은 곡식을 농민들이 순순히 갚을 리 만무했기에 이것을 토지세에 얹어서 부과했는데, 이것을 가결이라고 한다.
삼정의 문란은 농민층의 빈부격차를 심화시켰다. 지주와 부농들은 토지를 독점했고, 다른 농민들은 영세농이나 소작민, 경우가 심하면 품팔이꾼으로 전락했다. 양반 계층 역시 분화가 일어나, 평민처럼 농사짓는 향반이 되거나, 자영농 지위마저 잃고 품팔이꾼이 되는 양반까지 생겨났다. 삼정의 문란이 극에 달함에 따라 군정이나 환곡이 전정에 전가되는 도결 및 가결을 통하여 토지에 세금이 집중되었다. 지주들은 이 세금을 회피하여 소작농들에게 전가시켰다. 더 이상 견딜 수 없었던 농민들은, 봉건 체제의 수탈에 대항하여 항쟁을 일으키게 되었다.
이리하여 이듬해 음력 2월 중순부터 영남의 진주를 필두로 전국적인 민란이 일어나게 되었다. 그 직접적인 동기는 병사(兵使) 백낙신(白樂莘)의 착취와 박해에 있었는데 그는 횡령·취잉(取剩 : 환곡의 이식을 많이 받는 것)·공갈·늑징(勒徵 : 불법으로 전세를 받는 것)·배호백징(排戶白徵 : 호별로 강제 징수하는 세금) 등을 감행, 민원(民怨)을 사니 전 교리(敎理) 이명윤(李命允)과 같은 양반 지식인이 주모자의 한 사람으로 나서서 향리의 간부들을 가담시키고 머슴살이의 나무꾼·목동까지 규합하여 어느 정도의 조직과 훈련을 갖게 한 다음 그들을 전위부대로 외촌(外村)에서부터 읍내로 진격했다.

## 정부의 초기 대응
조정에서는 이 보고를 받고 음력 2월 29일 박규수(朴珪壽)를 안핵사로 삼아 사태를 수습케 하였으나, 한 번 터진 농민의 분노와 항쟁은 진주에서 그치지 않고 삼남 지방에 널리 파급되었다. 즉 음력 3월에는 전라도 익산, 음력 4월에는 경상도 개령, 전라도 함평, 음력 5월에는 충청도 회덕·공주·은진·연산·청주, 전라도의 여산·부안·금구·장흥·순천, 경상도의 단성·함양·성주·선산·상주·거창·울산·군위·비안·인동 등지에서 계속적으로 폭동이 일어나 조정에서는 박규수를 필두로 삼남 각지에 안핵사·선무사·암행어사를 파견, 사태를 수습케 하여 민란의 주모자는 극형에 처하고 탐관오리를 징계하는 한편 삼정의 근본적인 시정책을 강구하는 등의 태도를 취하였다.
이에 박규수는 민란의 원인이 국가재정의 소모와 민생의 궁핍에 있음을 지적하였다. 삼남 지방에는 100호(戶) 미만에 109,800여 섬의 화곡을 징수하므로 호당 거의 1,900섬의 부담이 되는 등의 농민의 생활상을 말하고 이 시정책으로 환곡제도의 폐지를 상소하였다. 조정에서는 이를 접수, 삼정의 개혁을 위한 이정청(釐整廳)을 설치하여 《삼정이정절목》(三政釐整節目)을 공포하였다.
그 내용은 전정과 군정에 대해서는 민원을 참작하여 그 폐해를 시정하는 데 힘을 쓰고 환정에 대해서는 23개조의 수습방법을 열거, ① 전국의 환곡 수량을 236만 1,998섬으로 고정하고 150만 섬은 보유미로 항상 두어 둘 것 ② 허류(虛留 : 문서상으로만 남아 있는 양곡) 환곡 281만 6,916섬 중 3분의 2는 탕감하고 3분의 1은 관리나 아전들이 포탈한 것이 명백하므로 그들에게 본전만은 10년 연부로 상납케 하되 1,000섬 이상을 포탈한 자는 명부를 작성 조사하여 처벌한다 ③ 전국 전결의 실제 경작수를 밝혀 결당 2결씩 결전(結錢)의 예에 따라 납부케 한다는 등의 응급조치를 취하였다.

## 민란 재발
이같이 하여 치열하던 각 지방의 민란도 어느 정도 가라앉았으나 그해 여름의 한발(旱魃)과 수해로 다시 민심이 동요, 음력 8월 이후에는 다시 전국적으로 민란이 확대되었다. 음력 9월에는 제주도에서 수만 명의 농민이 폭동을 일으키고 음력 10월에는 함경도 함흥, 음력 11월에는 경기도 광주, 음력 12월에는 경상도 창원, 전라도 남해, 황해도 황주 등지에서 민란이 폭발, 그 해가 저물도록 전국은 불안이 계속되었다. 이듬해에는 한양 한복판에서 금위영(禁衛營)의 군졸까지 소요를 일으켜 좀처럼 안정될 기세가 보이지 않았으나 결국 무능한 철종이 죽고 그와 함께 외척 안동 김씨의 세도도 몰락하여 국가 전반의 변동을 초래, 농민의 항쟁도 다시금 소강상태를 가져왔다. 그러나 20년이 못 가서 민씨의 세도 하에 발생한 임오군란(壬午軍亂)과 동학란은 이들 민란과 직접적인 관계를 가지고 있으니 조선은 스스로 붕괴 과정을 촉진시키고 말았다.

## 평가
그런데 민란은 왜 삼남 지방을 중심으로 발생하였으며 재정의 문란과 관리들의 행패는 오래전부터 있었는데도 불구하고 철종 때에 와서 폭발하게 되었느냐에 대한 문제는 민란 문제를 다루는 데 중요한 과제다. 대동법(大同法)의 실시로 방납(防納)을 통해서 무제한으로 축재(蓄財)를 할 수 있었던 지배층은 동요를 면치 못하게 되고 이를 계기로 법적인 보호를 받게 된 농민층은 점차 경제적인 자의식과 권력에 대항하여 싸울 수 있는 힘을 기르게 되었다.
한편 비옥한 삼남 지방은 어느 지방보다 착취의 피해가 컸던 만큼 이에 대한 농민의 의식 수준도 높아져 말단 관리와 결탁함으로써 면세(免稅)·면역(免役)을 취하던 종래의 소극적 방법을 버리고 그들 자신이 신분적으로 양반층에 승격하여 지배층과 동등한 계층에 소속되려는 대담한 방법이 강구되었다. 이리하여 숙종 때에 이르기까지 신분적인 변화를 가져오게 하였으며 이들은 종래의 양반층과 다름없는 권력을 행사하여 나머지 농민의 부담은 한층 증가하게 되었다.
따라서 일반 농민의 피해는 가중되고 한편으로는 농민의 의식이 성장되어 가혹한 피해를 겪는 동안 반항심과 투쟁의욕을 북돋아 드디어 철종 때에 이르러 민란으로 폭발되었으니 이는 어느 모로 보나 엄격한 계급제도와 경제적 봉건성에 대한 붕괴과정을 의미하는 것이요 근대사회로의 추진력이 된 것이다.

## 시계열
모든 날짜는 음력 기준이다.
- 단성민란 - 2월 4일
- 진주민란 - 2월 14일
- 함양민란 - 3월 16일
- 장수민란 - 3월 16일 이후
- 영광민란 - 3월 16일 이후
- 거창민란 - 3월 중순
- 익산민란 - 3월 27일
- 능주민란 - 3월 29일 이전
- 무주민란 - 3월 29일 이전
- 울산민란 - 4월 1일
- 선산민란 - 4월 2일
- 개령민란 - 4월 7일
- 인동민란 - 4월 9일
- 함평민란 - 4월 16일
- 군위민란 - 4월
- 비안민란 - 4월
- 함창민란 - 4월
- 밀양민란 - 4월 초
- 평택민란 - 4월 중순
- 현풍민란 - 4월 말
- 고산민란 - 5월 4일
- 부안민란 - 5월 8일
- 은진민란 - 5월 10일
- 공주민란 - 5월 10일
- 회덕민란 - 5월 10일
- 금구민란 - 5월 11일
- 강진민란 - 5월 12일
- 청주민란 - 5월 13일
- 장흥민란 - 5월 13일
- 회인민란 - 5월 14일
- 문의민란 - 5월 14일
- 상주민란 - 5월 15일
- 순천민란 - 5월 15일
- 임천민란 - 5월 17일
- 진잠민란 - 5월 중순
- 연산민란 - 5월 중순
- 진천민란 - 5월 중순
- 옥천민란 - 5월 중순
- 청안민란 - 10월 2일
- 함흥민란 - 10월 24일
- 경주민란 - 10월경
- 신녕민란 - 10월경
- 연일민란 - 10월경
- 창녕민란 - 10월경
- 광주민란 - 11월 3일 이전
- 황주민란 - 12월 7일
- 남해민란 - 12월 21일
- 제주민란 - 9월 13일, 10월 6일, 11월 15일

## 참고 자료
- 이 문서에는 다음커뮤니케이션(현 카카오)에서 GFDL 또는 CC-SA 라이선스로 배포한 글로벌 세계대백과사전의 내용을 기초로 작성된 글이 포함되어 있습니다.
- 고성훈; 이상태; 고혜령; 김용곤; 이영춘; 김현영; 박한남; 유주희. 〈전국을 휩쓴 민란의 열풍―임술민란〉. 《민란의 시대》. 서울시 마포구: 가람기획. ISBN 8984350281.